# 飯守恪太郎
飯守 恪太郎（いいもり かくたろう、1935年12月19日 - ）は、日本のロゴデザイナー。
旧満洲国・新京生まれ。
父は元鹿児島地方裁判所・家庭裁判所所長の飯守重任。弟に指揮者の飯守泰次郎。文部大臣、最高裁判所長官を歴任した田中耕太郎は伯父。武蔵野美術大学視覚伝達デザイン学科特別講師。

## 主な作品
- 日野自動車 エンブレム[3]
- 清水建設 ロゴマーク[3]
- レック株式会社ロゴマーク
- 聖書配布協力会活動用のキャンピングカーへのロゴデザイン。
- スミフル　グレイシオ ロゴマーク
- ホテル・センチュリー ロゴマーク
- 宮城明泉学園 ロゴマーク
- HINODE&SONSロゴマーク
- 気仙沼市内湾商業施設 (NAIWAN) ロゴマーク[4]